# Flingue sur fond musical
Flingue sur fond musical (titre original : Gun, with Occasional Music) est un roman de science-fiction de l'écrivain américain Jonathan Lethem, publié en 1994 puis traduit en français et publié en 1996. Il s'agit du premier roman de l'auteur.
Flingue sur fond musical a remporté le prix Locus du meilleur premier roman 1995.

## Éditions
- Gun, with Occasional Music, Harcourt (en), 1er mars 1994, 362 p.  (ISBN 0-15-136458-3)
- Flingue sur fond musical, J'ai lu, coll. « Science-fiction » no 4196, mai 1996, trad. Francis Kerline, 318 p.  (ISBN 2-277-24199-7)